# One Size Fits All
One Size Fits All ist ein Album von Frank Zappa und den Mothers of Invention, das 1975 erschien. Es wurde von derselben Band wie Roxy & Elsewhere eingespielt, enthält jedoch keinen Blechbläserchor. Es ist das zehnte und letzte Studioalbum der Band.
Die beiden „Sofa“-Stücke stammen aus der Sofa-Suite, aus der auch das Lied Stick It Out des Albums Joe’s Garage stammt. Die komplette Suite wurde von den Mothers in den frühen 1970er-Jahren oft live aufgeführt und wurde erst auf dem offiziellen Bootleg Swiss Cheese/Fire! vollständig veröffentlicht. Sofa #1 ist die Instrumentalversion, Sofa #2 enthält auch englisch- und deutschsprachigen Gesang.

## Rezeption
Im Juni 2015 wählte das Popkultur-Magazin Rolling Stone das Album auf Platz 18 der 50 besten Progressive-Rock-Alben aller Zeiten.

## Titelliste
Alle Titel wurden von Frank Zappa komponiert.
1. Inca Roads – 8:45
2. Can’t Afford No Shoes – 2:38
3. Sofa No. 1 – 2:39
4. Po-Jama People – 7:39
5. Florentine Pogen – 5:27
6. Evelyn, A Modified Dog – 1:04
7. San Ber’dino – 5:57
8. Andy – 6:04
9. Sofa No. 2 – 2:42

## Besetzung
- Frank Zappa – E-Gitarre, Gesang
- George Duke – Keyboard, Synthesizer, Gesang
- Napoleon Murphy Brock – Flöte, Tenorsaxophon, Gesang
- Ruth Underwood – Perkussion
- Tom Fowler – E-Bass
- Chester Thompson – Schlagzeug
- James „Bird Legs“ Youman – E-Bass in Can’t Afford No Shoes (Gastmusiker)
- Johnny Guitar Watson – Gesang in San Ber’dino und Andy (Gastmusiker)
- „Bloodshot Rollin’ Red“ (Gastmusiker Captain Beefheart unter Pseudonym) – Mundharmonika